# Sinteză Nenițescu
Sinteza Nenițescu este o reacție organică prin care se obțin derivați 5-hidroxiindolici din benzochinone și esteri β-aminocrotonici.
A fost rezultatul cercetărilor, inovațiilor și invențiilor chimistului român Costin D. Nenițescu.
Reacția a fost denumită după Costin D. Nenițescu, chimistul român care a descoperit-o în anul 1929. Se poate realiza pe un număr mare de compuși substituiți cu resturi metil, metoxi, etil, propil, etc. Sinteza este destul de importantă, deoarece indolii se pot folosi pentru obținerea unor molecule biochimice, inclusiv neurotransmițători și chiar compuși antitumorali.